# اینک، میزوری
اینک (به انگلیسی: Ink) یک شهر در ایالات متحده آمریکا است که در میزوری واقع شده‌است.